# Montalbano Jonico
Montalbano Jonico är en ort och kommun i provinsen Matera i regionen Basilicata i Italien. Kommunen hade 7 208 invånare (2017).